# Musical Écran
Musical Écran est un festival de cinéma organisé par l’association Bordeaux Rock. Il a pour but de récompenser des documentaires musicaux internationaux. La manifestation se déroule sur une semaine dans plusieurs lieux à Bordeaux : Théâtre Molière, la Bibliothèque Municipale de Bordeaux, la Cour Mably…
La première édition a lieu en 2015 à l'initiative de Richard Berthou (vice-président de l’association Bordeaux Rock), Aymeric Monségur (coordinateur de l’association Bordeaux Rock) et Nicolas Guibert (programmateur au Cinéma Utopia).
En 2017, à l’occasion de sa troisième édition, le festival créé une sélection compétitive comprenant chaque année entre 6 et 8 documentaires musicaux concourant pour deux prix : le Prix du jury et le Prix du Public.

## Programmation
Le festival programme des documentaires venus du monde entier et a pour but de mettre en lumière l’histoire d’artistes de renommée internationale mais aussi celles d’artistes plus confidentiels, de villes et de pays, de courants musicaux etc.
Depuis sa création, le festival Musical Écran a mis à l’affiche des artistes variés avec la projection de documentaires consacrés à Nina Simone, Daft Punk, Sébastien Tellier, M.I.A., Kurt Cobain, Daniel Darc, Leonard Cohen, PJ Harvey, Etienne Daho, Chilly Gonzales, Joy Division…
Des films en réalité virtuelle, des concerts et soirées dansantes ou des rencontres professionnelles viennent chaque année compléter la programmation de documentaires musicaux.
En 2020, le festival s'est décliné pour une première édition à La Rochelle, invité par la salle de concert La Sirène  ainsi qu'au cinéma l'Utopia Toulouse-Tournefeuille à Tournefeuille.

## Sélection officielle

### Prix
Prix du jury (depuis 2017) : le lauréat du meilleur documentaire musical remporte une dotation de 1000€. Ce prix est décerné par le jury professionnel du festival.
Prix du public (depuis 2017) : le lauréat du meilleur documentaire musical remporte une dotation de 500€. Le public vote pour son film préféré parmi les documentaires en compétition. Le Prix du public est parrainé par le Crédit Mutuel du Sud-Ouest.

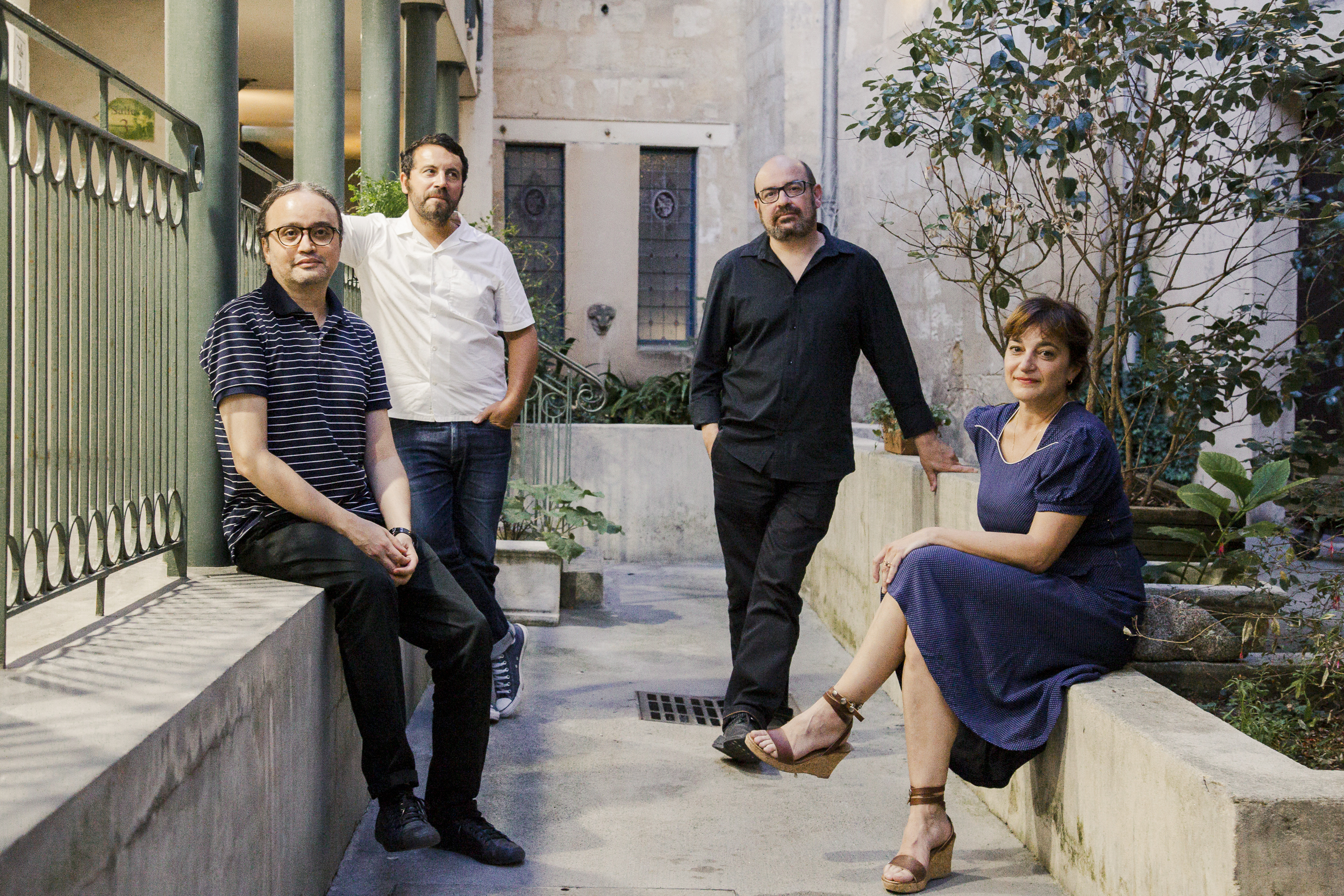
Le jury de la 6ème édition de Musical Ecran

### Jury
L'organisation du Festival compose un jury d'environ cinq personnes. Les personnalités choisies peuvent occuper diverses fonctions (musicien.ne, journaliste, réalisateur.rice, directeur.rice de festival..) et elles décernent le Prix du jury. Ont fait partie du jury au fil des éditions : Ariel Wizman, Bertrand Burgalat, Christophe Conte, Guillaume Fédou, Hervé Bourhis, Jean-Daniel Beauvallet, Agnès Geyraud...

## Palmarès

### Palmarès 2023
La 9e édition du Festival Musical Écran s’est déroulée du 13 au 19 novembre 2023.
Composition du jury : Jean-Daniel Beauvallet (journaliste), Paola Gilles (directrice du festival Chahuts), Agnès Gayraud (journaliste et musicienne), Pascal Bouaziz (auteur et musicien) et Lisa Delpech (Gérante, associée Maelstrom Studios).
Prix du Jury : And Still I Sing de Fazila Amiri
Mention spéciale du jury : Max Roach : the drum also waltzes de Sam Pollard & Ben Shapiro
Prix du public : Brigitte Fontaine : réveiller les vivants de Benoit Mouchart, Yann Orhan, Aurélien Guégan
Prix du jury jeune : Sankara de Yohan Malka

### Palmarès 2022
La 8e édition du Festival Musical Écran s’est déroulée du 7 au 13 novembre 2022.
Composition du jury : Laurent Garnier (DJ et musicien français), Céline Lepage (déléguée générale de la FELIN), Michka Assayas (journaliste), Marguerite Vappereau (enseignante) et Benoît Forgeard (réalisateur).
Prix du Jury : Licht - Stockhausen's Legacy d'Oeke Hoogendijk
Mention spéciale du jury : The Computer Accent de Sebastian Pardo et Riel Roch-Decter
Prix du public : Pone, sans rémission de Yohan Malka et Vincent Bruchy
Un prix décerné par le jeune public lors de séances de projections dédiées aux scolaires a été mis en place lors de l'édition 2022 de Musical Écran.
Prix du jury jeune : Histoire bruyante de la jeunesse d'Aurélien Guégan et Marie Durrieu
Prix du LAB 2022 : La voix de Baracoa, projet porté par Cybèle Andrei

### Palmarès 2021
La 7e édition du Festival Musical Écran s’est déroulée du 7 au 12 septembre 2021.
Composition du jury : François Gorin (journaliste), Blondine Morisson (musicienne), Anne Pauly (écrivaine), Stefan Pethke (programmateur d’Unerhört) et Isabelle Solas (réalisatrice).
Prix du Jury : In a Silent Way de Gwenaël Brees
Mention spéciale du jury : The Nodey Process de Maël Lê-Hurand & Vincent Nguyễn aka Francis Cutter
Prix du public : The Rumba Kings d'Alan Brain

### Palmarès 2020

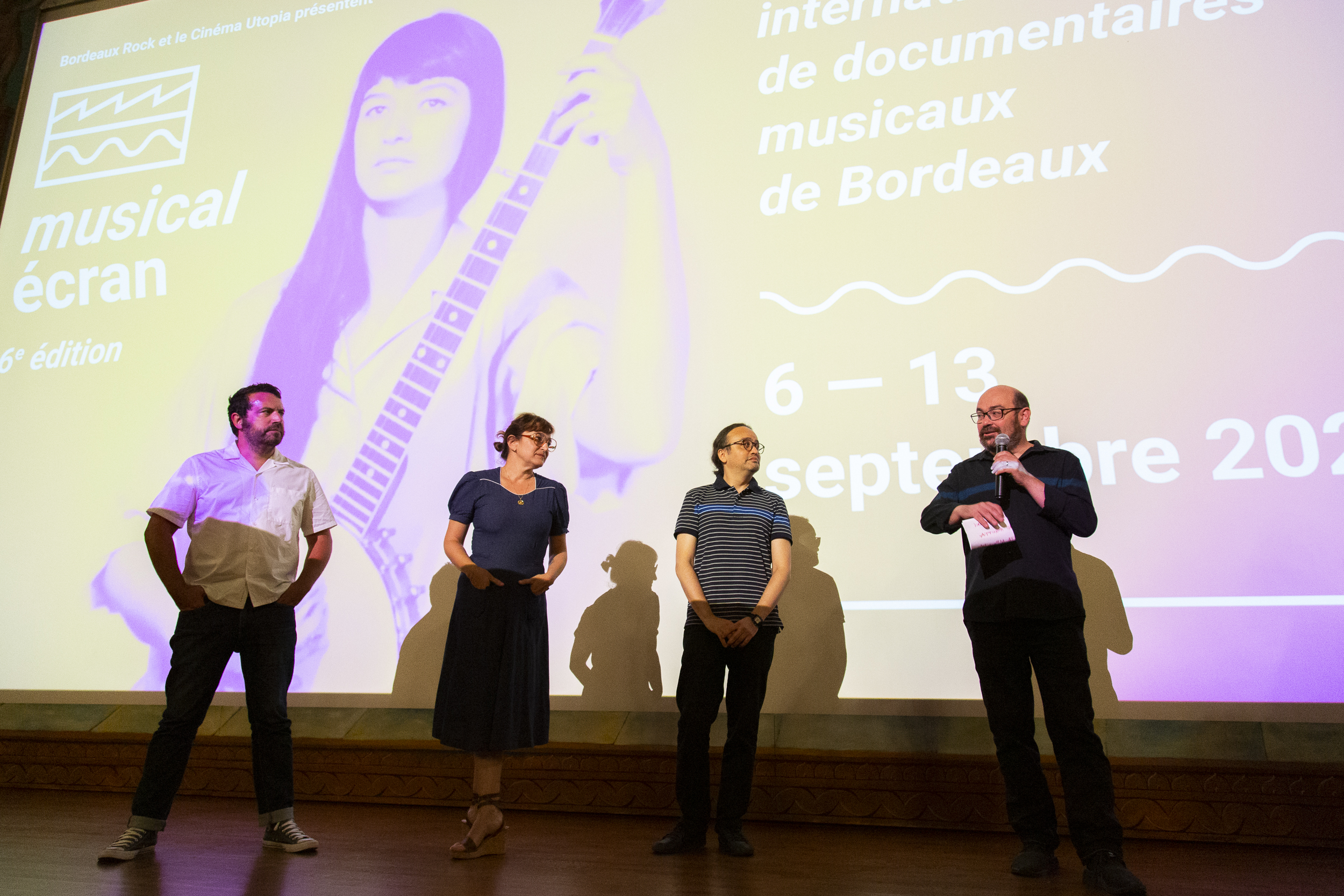
Annonce du palmarès lors de la clôture de la 6e édition du festival

Initialement prévue pour le mois d’avril 2020, la 6e édition du festival a été reportée du 6 au 13 septembre 2020 en raison de l’épidémie de Covid-19. Composition du jury : Christophe Conte (journaliste), Ali Delici (Co-directeur de l’Unité Arts et Spectacle d’ARTE France), Catherine Ulmer (réalisatrice), Nicolas Pradeau (animateur radio Nova Bordeaux) et Natalie Gravenor (directrice du festival berlinois Soundwatch).
Prix du Jury : We Intend to Cause Havoc de Gio Arlotta
Mention spéciale du jury : SOLO de Artemio Benki
Prix du Public : Kinshasa Beta Mbonda de Marie-Françoise Plissart

### Palmarès 2019

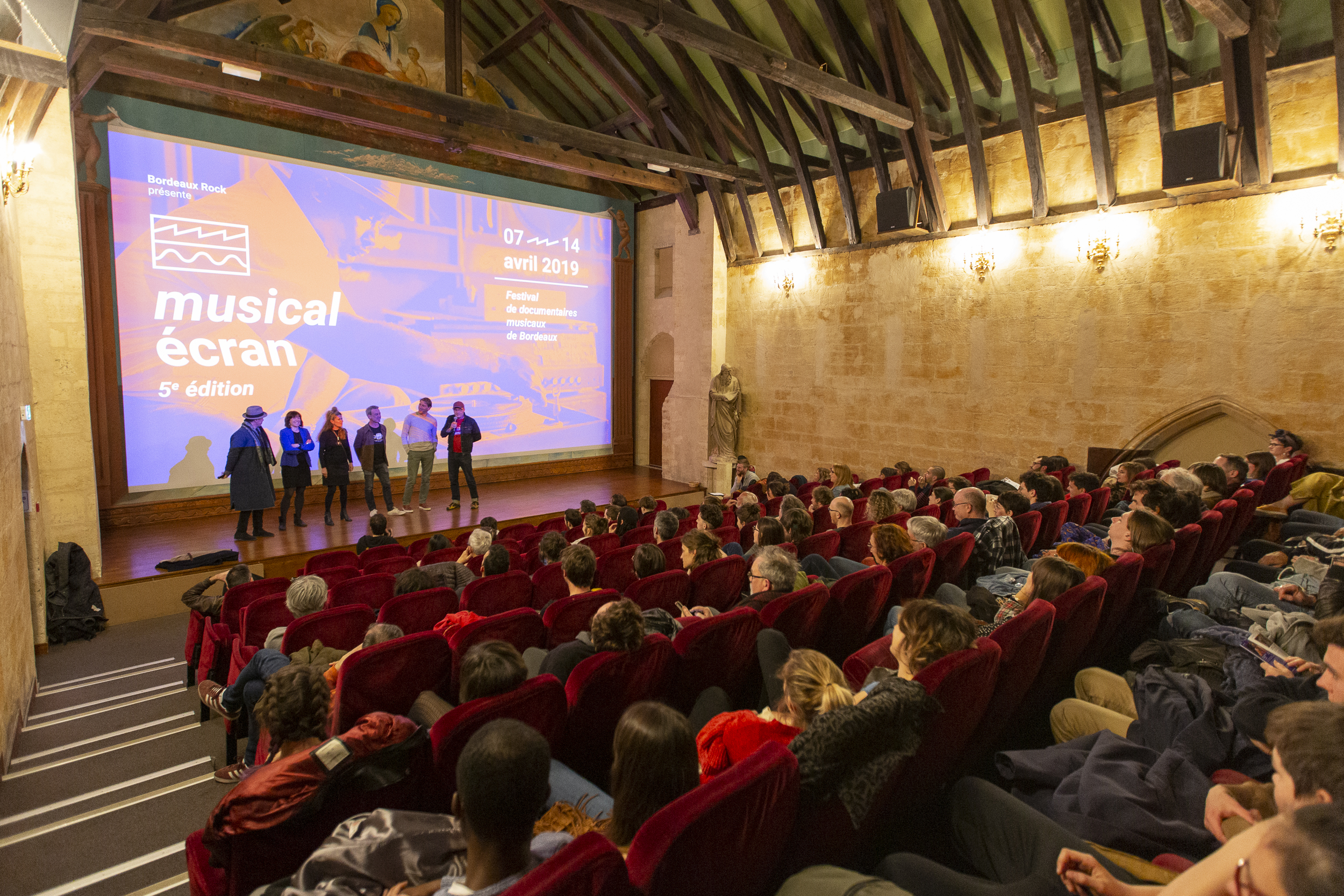
Annonce du palmarès lors de la clôture de la 5e édition du festival

La 5e édition du Festival Musical Écran s’est déroulée du 7 au 14 avril 2019.
Composition du jury : Ariel Wizman (journaliste, comédien), Xanaé Bove (réalisatrice), Stéphane Jonathan (journaliste), Sean Bouchard (fondateur du label Talitres) et Esther Cuenot (programmatrice du Ciné-marges club).
Prix du Jury : Where are you Joao Gilberto de Georges Gachot
Prix du public : Daniel Darc, Pieces of My Life de Marc Dufaud et Thierry Villeneuve

### Palmarès 2018
La 4e édition du Festival Musical Écran s’est déroulée du 1er au 8 avril 2018.
Composition du jury : Bertrand Burgalat (musicien, producteur), Paula Scassa (musicienne), Johanna Caraire (co-directrice du Festival International du Film Indépendant de Bordeaux), Sonia Gonzalez (réalisatrice) et Marc Bertin (journaliste).
Prix du jury : L7 : Pretend We’re Dead de Sarah Price
Prix du public : Conny Plank : the Potential of Noise de Reto Caduff et Stefan Plank

### Palmarès 2017
La 3e édition du Festival Musical Écran s’est déroulée du 3 au 9 avril 2017.
Composition du jury : Guillaume Fédou (journaliste, musicien), Eric Morand (fondateur du label F Communications), Johanna Turpeau (réalisatrice), Hervé Bourhis (dessinateur de bandes-dessinées) et Naïg Lyver (chargée des collections cinéma à la Bibliothèque de Bordeaux).
Prix du jury : Junun de Paul Thomas Anderson
Prix du public : Junun de Paul Thomas Anderson

## Membre fondateur du Music Film Festival Network

Logo officiel du Music Film Festival Network

Musical Écran fait partie du M.F.F.N (Music Film Festival Network), un réseau réunissant plusieurs festivals européens de films musicaux dont les objectifs sont d’assurer la promotion des films musicaux, échanger des compétences et pratiques, développer les publics...
Les festivals membres : Seeyousound (Turin), Doc’n Roll (Londres), F.A.M.E (Paris), Norient Musikfilm (Bern), Unerhört (Hambourg), Braunschweig International Film Festival (Braunschweig), Sountrack (Cologne), Soundwatch (Berlin).